# Ettore Muti
Ettore Muti (ur. 2 maja 1902 w Rawennie, zm. 24 sierpnia 1943 we Fregene) – włoski polityk faszystowski i pilot wojskowy.

## Życiorys
Urodził się w Rawennie, jako syn urzędnika Cesare i Celestiny z d. Gherardi. W wieku 13 lat został wyrzucony ze szkoły po tym, jak pobił jednego z nauczycieli. W 1915 po raz pierwszy uciekł z domu aby walczyć na froncie I wojny światowej. Ujęty przez karabinierów został zwrócony rodzinie, ale kolejna próba w 1917 zakończyła się sukcesem. Muti sfałszował datę urodzenia w dokumencie i dzięki temu dołączył do 6 pułku piechoty Brygady Aosta, skąd przeszedł wkrótce do oddziałów uderzeniowych zwanych Arditi. Brał udział w bitwie nad Piawą, W czerwcu 1918 jego oddział walczył o utworzenie przyczółku na lewym brzegu Piawy - z liczącego 800 żołnierzy oddziału przeżyło zaledwie 22, w tym Muti. W czasie weryfikacji dokumentów do odznaczenia ujawniono oszustwo Mutiego i po raz kolejny został odesłany do domu. We wrześniu 1919 Muti wziął udział w wyprawie Gabriele D’Annunzio na Rijekę (Fiume).

## Działalność polityczna
Po powrocie do rodzinnego domu przez krótki czas pracował w banku. W 1921 Muti po raz pierwszy spotkał Benito Mussoliniego, a wkrótce potem związał się z ruchem faszystowskim. 29 października 1922 w czasie Marszu na Rzym oddział dowodzony przez Mutiego opanował ratusz w Rawennie. Przejęcie władzy przez faszystów przyspieszyło karierę Mutiego, który tworzył bojówki określane jako Ochotnicza Milicja Bezpieczeństwa Narodowego (Milizia Volontaria per la Sicurezza Nazionale). 13 września 1927 stał się celem zamachu lewicowej bojówki. Postrzelony dwukrotnie z rewolweru (w brzuch i w ramię) przeżył, ale do końca życia nosił 20-centymetrową bliznę jako pamiątkę po zamachu. We wrześniu 1929 został oskarżony o kradzież 50 sztuk broni na szkodę milicji w Rawennie, ale sprawę umorzono.

## Służba wojskowa
Pasjonowało go latanie. Po uzyskaniu patentu lotnika w 1934 rozpoczął służbę w lotnictwie wojskowym (Regia Aeronautica), wkrótce awansował do stopnia porucznika i jako oficer lotnictwa wyróżnił się w wojnie włosko-abisyńskiej, otrzymując srebrny medal za zasługi wojskowe. W 1936 wyjechał do Hiszpanii, aby wziąć udział w hiszpańskiej wojnie domowej. Walczył jako ochotnik, dowódca eskadry bombowej, używając pseudonimu Gim Valeri. Podległa mu jednostka bombardowała porty znajdujące się w rękach Republikanów. W 1938 otrzymał złoty medal za zasługi wojskowe, Order Wojskowy Włoch, a także frankistowski Order Imperialny Jarzma i Strzał. W 1938 został skierowany z tajną misją do Albanii, gdzie pozostał do czasu włoskiej inwazji na ten kraj w kwietniu 1939. W październiku 1939 objął stanowisko sekretarza Narodowej Partii Faszystowskiej, zastępując Achille Starace. Nowe stanowisko uważał jednak za ograniczające jego wojskowe pasje i sprawował je tylko przez rok. W 1940 w stopniu podpułkownika wziął udział w walkach przeciwko Francuzom, a następnie w bitwie o Wielką Brytanię. 19 października 1940 brał udział w rajdzie czterech samolotów Savoia-Marchetti SM.82, które zbombardowały rafinerie w Bahrajnie. W 1943 realizował zadania związane z wywiadem wojskowym. W czasie, kiedy doszło do pro-alianckiego zamachu stanu, Muti był w Hiszpanii, próbując przejąć radar z amerykańskiego samolotu, który rozbił się na terytorium neutralnym.

## Okoliczności śmierci
Ettore Muti powrócił do Rzymu 27 lipca 1943 i przebywał w należącej do niego prywatnej willi. W nocy 23/24 sierpnia 1943 został aresztowany przez oddział karabinierów jako podejrzany o przygotowywanie faszystowskiego zamachu stanu. Kiedy był prowadzony przez las sosnowy w rejonie Fregene, eskorta została ostrzelana przez nieznanych sprawców, a sam Muti zginął, prawdopodobnie w czasie próby ucieczki. 

## Pamięć
Po śmierci Mutiego jego postać idealizowano we Włoskiej Republice Socjalnej, czyniąc z niego nieskazitelnego bohatera i patriotę. Pochowany początkowo w Verano, w lutym 1944 jego doczesne szczątki przeniesiono do Rawenny.  Jego imieniem nazwano Legion Policyjny stacjonujący w Mediolanie, a także jedną z jednostek wojskowych. Grób Mutiego w Weronie stał się miejscem corocznych uroczystości ku jego czci organizowanych 24 sierpnia przez organizacje kombatanckie, w których nie brali udziału członkowie jego rodziny. W 2017 grób został zdewastowany. Imię Mutiego nadal noszą ulice w Velletri i w Lecce.
Był żonaty (w 1926 poślubił córkę bankiera Fernandę Mazzoti), miał córkę Dianę.